# Карант Віктор Георгійович
 Віктор Георгійович Карант (6 червня 1951, с. Стрєлка, Краснодарський край, РРФСР — 2 березня 2007, Донецьк, Україна) — співак (баритон), педагог, актор музичної комедії, Заслужений артист УРСР (1987).

## Біографія
Народився у Краснодарському краї (РРФСР). У 1975 році закінчив Державний інститут театрального мистецтва в Москві.
Творчу діяльність розпочав як соліст Куйбишевського театру опери та балету (нині в м. Самара). У 1979—1980 роках працював у Сочинській філармонії, з 1980 до 1988 року — соліст Шахтарського ансамблю пісні й танцю «Донбас». Протягом 1988—2001 років виступав у складі Донецької обласної філармонії.
Лауреат Міжнародного фестивалю «Красная гвоздика».
З 2001 року викладав у Донецькій музичній академії, де з 2006 року обіймав посаду доцента кафедри музичного мистецтва естради.
Помер 2 березня 2007 року в Донецьку.

## Творчість
Виконував широкий репертуар, який охоплював класичні арії, українські народні пісні, старовинний романс і сучасну естраду. Був відомий концертними програмами «Пісні минулих років» (твори Микити Богословського, Олександри Пахмутової, Георгія Майбороди, Раймонда Паулса), «Зустріч з піснею Арно Бабаджаняна», «Лине українська народна пісня», «Старовинний романс», «Давайте усміхнемося, давайте посумуємо».